# Colectivo Palomar
El Palomar és un projecte artístic expandit dirigit per les artistes queer Mariokissme i R. Marcos Mota (juntes, Equip Palomar) iniciat a Barcelona el gener de 2013. Realitzen tasques de recerca, memòria, trobada, producció i diàleg, donant visibilitat política a estètiques i treballs transmaricabollo en l'àmbit cultural, tant a nivell internacional com transgeneracional. El projecte va ser creat amb el propòsit pedagògic de transformar l'opinió pública dominant en el sector cultural, i en concret en els cercles d'art contemporani, donant cabuda i dimensió política a tots els projectes que tractessin temes i estètiques amb relació a identitats i sexualitats dissidents.

## Biografia
Al desembre de 2012 les artistes Mariokissme i R. Marcos Mota es reuneixen amb la preocupació comuna de trobar-se en un context artístic on una segona ona d'art conceptualisme català copa totes les convocatòries, i per tant, les oportunitats per mostrar i desenvolupar art a Barcelona. No identificant-se amb la sobrietat i neutralitat d'aquest cort d'art conceptual, decideixen iniciar un projecte on mostrar treballs d'artistes afins a una estètica i mentalitat queer. Un mes després inauguren el projecte, que bategen com El Palomar, al costat de la seva primera exposició. Entre 2013 i 2016, El Palomar va comptar amb un àtic de 30m2 situat al barri del Poble Sec. En ell, es van formalitzar nombroses exposicions monogràfiques, així com un format de xerrades amb artistes i altres agents culturals amb relació a les polítiques de gènere que passaven per la ciutat de forma fugaç. Aquest format es va dir Put one's foot in it. L'espai es va obrir amb la intenció de tenir una major autonomia i fluïdesa al moment de quin, com, quan i amb qui comisariar.
Des dels seus inicis, es construeix com a projecte col·laboratiu, esforçant-se a teixir una comunitat on l'intercanvi experiencial i intel·lectual són claus per al desenvolupament de treballs artístics que aprofundeixen en les preocupacions i urgències d'allò queer. El treball d'El Palomar consisteix a oferir acolliment, xarxa, contacte, projecció, difusió i documentació, a més de constituir-se com a plataforma sense censura per motius polítics, morals o de rigor. En ell, s'aplica la filosofia queer a un possible model d'organització.
Des de la seva inauguració, El Palomar va ser abraçat per la comunitat artística, especialment pels qui compartien el sentiment d'exclusió que va motivar la seva fundació, trobant en el col·lectiu un lloc on conèixer a altres persones amb problemàtiques i interessos comuns. No obstant això, gairebé la totalitat dels projectes realitzats en els primers anys es van autogestionar sense cap mena de beca o ajuda econòmica externa.
Després d'un intens període en l'àtic de Poble Sec, Equip Palomar va començar a presentar-se a convocatòries públiques, aconseguint algunes beques de producció i invitacions remunerades puntuals. En 2017, van realitzar el seu projecte més conegut fins avui: el videoclip per a la cançó "Pop ur pussy" del cantant C. Tangana.